# Enrique Ávalos
Rafael Enrique Ávalos (1922) foi um futebolista paraguaio que atuava como atacante.

## Carreira
Enrique Ávalos fez parte do elenco da Seleção Paraguaia de Futebol, na Copa do Mundo de 1950 no Brasil.